# Hrabstwo Franklin (Alabama)
Franklin – hrabstwo w USA, w stanie Alabama. Założone 6 lutego 1818. Według danych z 2000 roku hrabstwo miało 31223 mieszkańców.

## Miejscowości
- Red Bay
- Russellville
- Hodges
- Phil Campbell
- Vina

## CDP
- Spruce Pine
- Belgreen